# Yuji Nakagawa
Yuji Nakagawa (中川 雄二 Nakagawa Yuji?), född 22 oktober 1978 i Yamaguchi prefektur, är en japansk före detta fotbollsspelare.
Nakagawa började sin karriär 2001 i YKK (Kataller Toyama). Han spelade 302 ligamatcher för klubben. Han avslutade karriären 2010.